# النور کرالی
النور کرالی (انگلیسی: Elinor Crawley؛ زادهٔ ۸ نوامبر ۱۹۹۱) یک هنرپیشه است. وی از سال ۲۰۰۷ میلادی تاکنون مشغول فعالیت بوده‌است.
از فیلم‌ها یا مجموعه‌های تلویزیونی که وی در آن‌ها نقش داشته است می‌توان به زیردریایی، وایکینگ‌ها و ماجراهای سارا جین اشاره نمود.